# Metacynorta bella
Metacynorta bella is een hooiwagen uit de familie Cosmetidae.